# Zugaufsicht

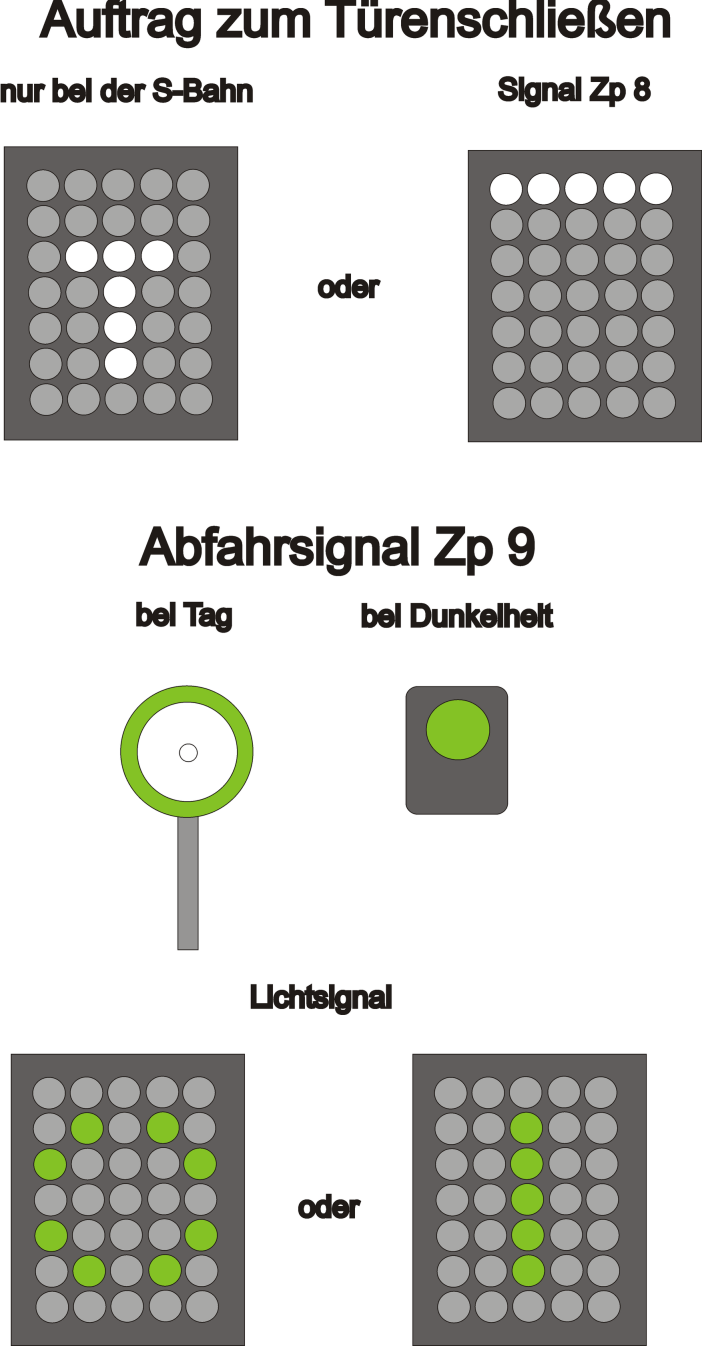
Türschließauftrag und Abfahrsignal

Zugaufsicht ist ein Begriff aus dem Eisenbahnbetrieb. Er bezeichnet sowohl die mit dieser Aufgabe betrauten Mitarbeiter der Eisenbahn als auch die Aufgabe selbst.

## Funktion

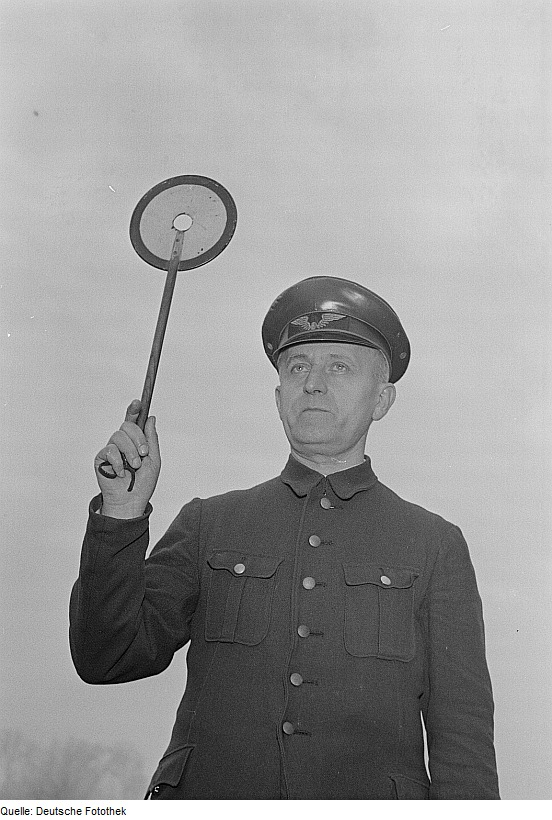
Zugaufsicht der Reichsbahn 1951: Abfahrsignal

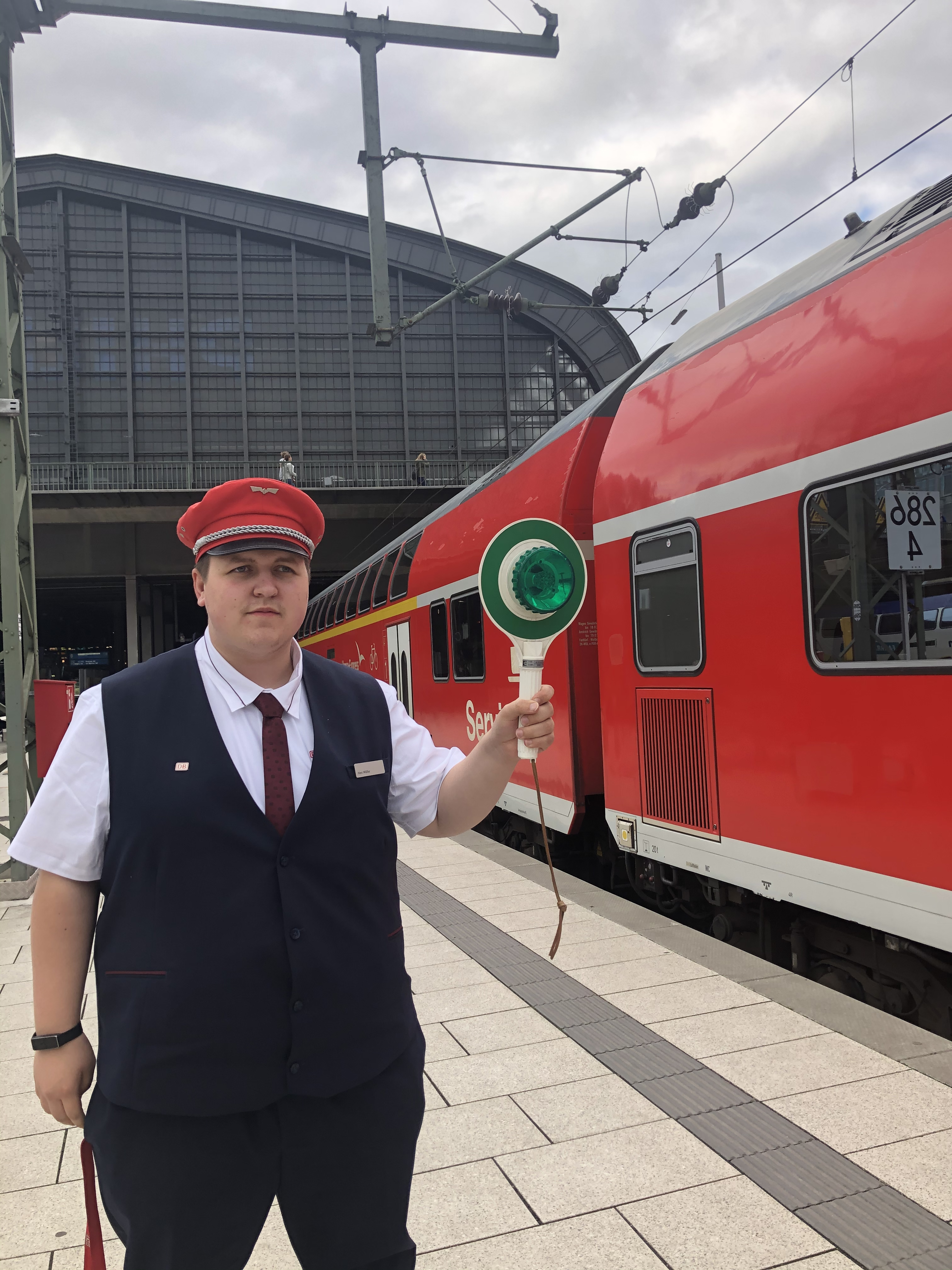
Örtliche Aufsicht im Bahnhof Hamburg Hbf bei der Erteilung des Abfahrauftrags

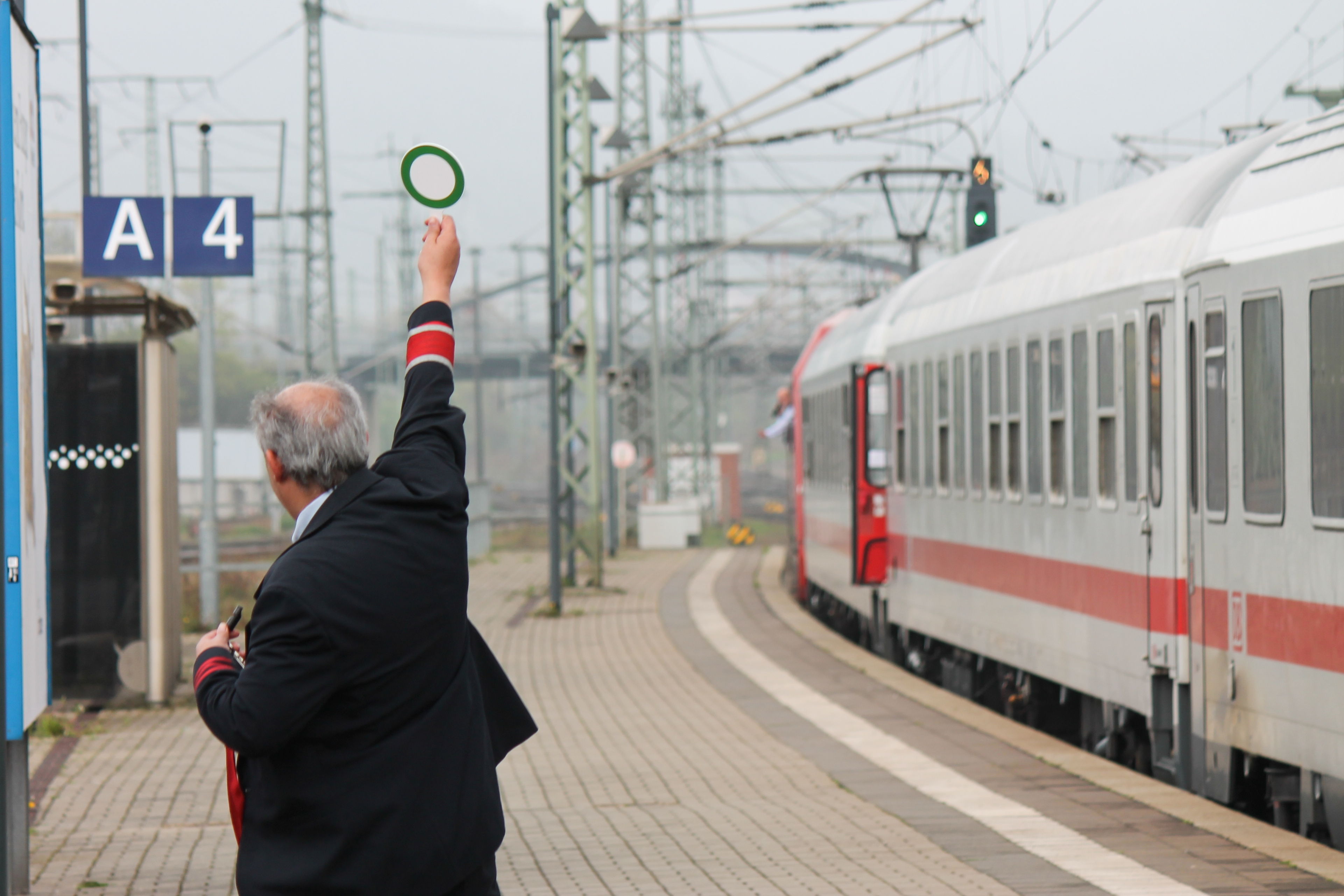
Der Zugführer eines IC gibt das Abfahrsignal

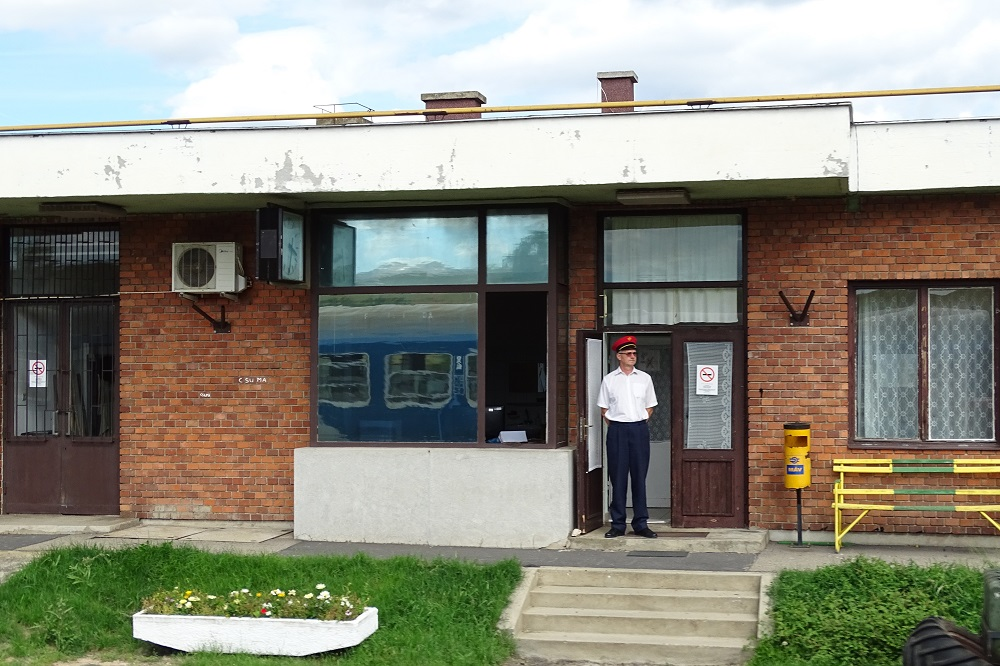
Zugbeobachtung durch eine Aufsicht der MÁV in Ungarn

Die Zugaufsicht stellt die Abfahrbereitschaft eines Zuges fest. Der damit betraute Mitarbeiter erteilt den Abfahrauftrag. Grundsätzlich obliegt die Zugaufsicht in Deutschland dem Zugführer, bei Zügen ohne besonderen Zugführer dem Triebfahrzeugführer, der dann zugleich Zugführer ist.

## Zugaufsicht (Mitarbeiter)

### Örtliche Aufsicht
Auf einigen großen Personenbahnhöfen wird die Zugaufsicht von einer örtlichen Aufsicht (öA) – früher „Aufsichtsbeamter“ (AB) bei der Deutschen Bundesbahn bzw. „Aufsicht“ (Aufs) bei der Deutschen Reichsbahn – wahrgenommen, der an der roten Mütze zu erkennen ist. Die rote Mütze der örtlichen Zugaufsicht – die „Webermütze“ – ist auf Max Maria von Weber zurückzuführen. Sie dient dazu, allen Beteiligten klar anzuzeigen, wer die Befugnis zum Erteilen des Abfahrauftrages innehat, also Irrtümern in der Kommunikation vorzubeugen.
Den Auftrag zum Türenschließen kann die Zugaufsicht auch mit dem am Ausfahr- oder Zwischensignal angebrachten Lichtsignal Zp 10 oder bei S-Bahnen auf dem Gebiet der ehemaligen Deutschen Bundesbahn mit einem weiß leuchtenden „T“ im nichtleuchtenden Ring des Lichtsignales Zp 9 geben.
In Deutschland verrichten bei DB InfraGO Personenbahnhöfe örtliche Aufsichten ihren Dienst in Berlin Hauptbahnhof (nur oben), Frankfurt am Main Flughafen Fernbahnhof, Frankfurt (Main) Hauptbahnhof, Hamburg Hauptbahnhof, Hannover Hauptbahnhof, Kassel-Wilhelmshöhe, Köln Hauptbahnhof, Mannheim Hauptbahnhof, München Hauptbahnhof, Nürnberg Hauptbahnhof, Karlsruhe Hauptbahnhof sowie Stuttgart Hauptbahnhof, außerdem auf hochfrequentierten Zugangsstellen der S-Bahnen Hamburg und München.

### Triebfahrzeugführer als Zugaufsicht
Ist der Triebfahrzeugführer zugleich Zugführer, hat also die Zugaufsicht, und ist ein Zugschaffner vorhanden, gibt der Zugschaffner den Achtungspfiff. Bedient der Triebfahrzeugführer eine Türschließanlage zentral vom Führerraum aus (im Abfertigungsverfahren SAT mit dem zentralen Schließen), ist das Signal Zp 10 oder ein gehobener Arm der Auftrag an ihn, die Türen zu schließen. In diesem Fall muss das Schließen der Türen über eine Durchsage im Zug angekündigt werden. Das Ankündigen des Türenschließens unterbleibt, wenn die Reisenden mit so genannten „Warntongebern“ an den Türen vor dem Schließen gewarnt werden.

## Zugaufsicht (Aufgabe)
Vor dem Schließen der Außentüren betätigt die Zugaufsicht die gegebenenfalls vorhandene Bandansage, danach gibt die Zugaufsicht einen Achtungspfiff. Nach dem Schließen der Außentüren überzeugen sich Zugführer und Zugschaffner davon, dass die Außentüren geschlossen und keine Personen oder Gegenstände eingeklemmt sind. Die Zugschaffner melden dies dem Zugführer, indem sie die orangefarbene Zugbegleiter-Meldescheibe, bei Dunkelheit ein weißes Licht, hochheben. Ist eine örtliche Aufsicht vorhanden, meldet der Zugführer die Abfahrbereitschaft mündlich oder mit erhobenem Arm der örtlichen Aufsicht.
Voraussetzung zum Erteilen des Abfahrauftrages ist, dass der Zug abfahrbereit ist und auf Bahnhöfen der Fahrdienstleiter der Abfahrt zugestimmt hat, zumeist, indem er das entsprechende Hauptsignal in die Fahrtstellung gebracht hat. Die Zugaufsicht erteilt dem Triebfahrzeugführer den Abfahrauftrag mit dem Abfahrsignal Zp 9. Es wird mit dem Befehlsstab oder, wenn vorhanden, mit dem am Ausfahr- oder Zwischensignal installierten Lichtsignal Zp 9 oder auch mündlich (durch den Auftrag: „Zug xy, Abfahren!“) gegeben. Bei DB Fernverkehr wird, sollte keine örtliche Aufsicht vorhanden sein, und nicht im Streckenbuch anders geregelt, der Abfahrauftrag über eine Anwendung vom Smartphone abgegeben.
Vor der Abfahrt beobachtet das Zugpersonal die Vorgänge am Zug unterstützend für die Aufsicht. Der Triebfahrzeugführer kann sich ggf. mit einem Blick aus dem Seitenfenster auf den Bahnsteig davon überzeugen, dass sich während der Abfahrt keine Unregelmäßigkeiten am Zug ergeben. Zugführer und Zugschaffner steigen unmittelbar vor der Abfahrt ein, beobachten dabei den abfahrenden Zug und schließen dann die Einstiegstür.

## Zugaufsicht zu Zeiten der Deutschen Bundesbahn
Der „Aufsichtsbeamte“ (Abk.: Aufsb) hatte die Aufsicht über das Geschehen rund um den Bahnbetrieb. Für den Bahnbetrieb selbst war jedoch der Fahrdienstleiter (Fdl) verantwortlich. Die Fahrdienstvorschrift (FV) der Bundesbahn von 1972 § 7 Absatz 7 verdeutlicht: „Auf größeren Bahnhöfen können bestimmte Aufgaben des Fahrdienstleiters einem örtlichen Aufsichtsbeamten übertragen werden (Bahnhofsbuch)“. Die Aufgaben der Aufsichtsbeamten waren mithin mannigfaltig und standortbedingt verschieden.
Der Fahrdienstleiter ist, ebenso wie die Aufsicht, keine Amtsstufe, sondern ein Dienst mit zeitlicher Begrenzung, also im Prinzip eine „Schicht“. Diese endet zeitlich mit dem Dienstschluss bzw. mit der Dienstübergabe. Auf jedem Bahnhof gab es in der Regel nur einen Fahrdienstleiter (auf einer Schicht), welcher in eigener Verantwortung den Zugbetrieb regelte.
Auf sehr großen Personenbahnhöfen gab es Aufsichtsbeamte für jeden Bahnsteig, d. h. in der Regel zwei Gleise, wobei ein Mitarbeiter wechselnd auch mehrere Bahnsteige bedienen konnte. Die Aufsicht hatte bei Ankunft und Abfahrt der Züge vor Ort zu sein, falls möglich bei Durchfahrten zur Zugbeobachtung. Für diese Mitarbeiter waren auf den Bahnsteigen Räumlichkeiten vorgesehen, die auch Verbindungen zu den Bahnsteig-Lautsprechern hatten, damit die Aufsicht hier Durchsagen abgeben konnte. In dieser Tätigkeit auf dem Bahnsteig war die rote Dienstmütze Pflicht. Außerdem erteilten sie Reisenden Auskunft. Nebenbei herrschten die Aufsichtsbeamten vornehmlich über die höhengleichen Zugänge zu den Bahnsteigen (wenn keine Unterführungen vorhanden waren), für die das Befahren der Bahnsteiggleise und der Reisendenzu- und -abgang es zu einem besonderen „Abfertigungsverfahren“ machte. Hier war er für die Sicherheit verantwortlich.
War eine örtliche Aufsicht vorhanden, so stellte diese unter Umständen vorher die Fahranfrage für den Zug an den Fahrdienstleiter. Dessen Bestätigung wurde dem Zugführer mitgeteilt. Die Aufsicht gab einen Achtungspfiff, der Zugführer schlüsselte und schloss so die Türen, anschließend nahm er die Fertigmeldung seiner Zugschaffner entgegen und prüfte in seinem Abschnitt, ob die Türen geschlossen waren, dann meldete er der Aufsicht den Zug mit erhobenem Arm „fertig“. Es erfolgte dann das Erteilen des Abfahrauftrages (tags durch Heben der Befehlsstabes) möglichst zum „Zeigersprung“ des Sekundenzeigers. Vorher wurde, falls vorhanden, per Schlüssel und Knopfdruck die Durchsage eingeschaltet: Auf Gleis … bitte einsteigen, Türen schließen (selbsttätig), Vorsicht bei der Abfahrt! Anschließend wurde das Abfahrsignal gegeben und dann unter anderem auch der Zugzielanzeiger auf dem Bahnsteig gelöscht. Konnte der Aufsichtsbeamte die Zugaufsicht im Einzelfall nicht selbst wahrnehmen, da beispielsweise verspätungsbedingt mehrere Züge in seinem Bereich gleichzeitig abfuhren oder ein anderer Zug dringlicher war, konnte er die Zugaufsicht mit den Worten Zugpersonal …, bitte die Zugaufsicht übernehmen! übertragen.
Auf kleineren Bahnhöfen waren die „Aufsicht“ und der „Fahrdienst“ oft in Personalunion verbunden, dennoch sind es zwei Tätigkeiten, die miteinander formal nichts zu tun haben. Der Fahrdienstleiter trug bei der Bundesbahn keine rote Mütze, sondern nur der Aufsichtsbeamte (§ 7 Absatz 10 der FV von 1972). Der Aufsichtsbeamte trug auch die rote Mütze, wenn er nicht die Zugaufsicht führte. An kleinen Bahnhöfen, an denen die Zugaufsicht in Personalunion mit dem Fahrdienstleiter ausgeübt wurde (z. B. Bahnhöfe ohne Ausfahrsignal), musste der Fahrdienstleiter zur Zugabfertigung laut Vorschrift ebenfalls eine rote Mütze tragen.
Aufsicht und Fahrdienstleiter sind beides sogenannte Dienstbezeichnungen. Ein Fahrdienstleiter, welcher weitere Tätigkeiten wie die der Aufsicht oder des Fahrkartenverkäufers ausübte, war dennoch der Fahrdienstleiter. Jeder Bahnhof untersteht betrieblich (mindestens) einem Fahrdienstleiter, welcher dem Aufsichtsbeamten gegenüber weisungsbefugt war.
Auf vielen Bahnhöfen, auf denen die Stellwerksbediener wegen Bahnsteigdächern oder Gleiskrümmungen die Einfahrt und den Halt eines Zuges nicht einsehen konnten, löste der Aufsichtsbeamte mit Schlüsseltasten die Einfahrstraßen auf.
Für den Dienst als Aufsicht musste der Eisenbahner in der Regel stets als Fahrdienstleiter geprüft sein, denn er war im Schichtplan (in der Regel immer 6-Wochen-Pläne) der Stellwerke mit eingearbeitet; mit Ausnahme von sehr großen Bahnhöfen, auf denen ausschließlich die Aufgaben der Zugaufsicht wahrgenommen wurden, welche jedoch ebenfalls eine Betriebsdiensttauglichkeit erforderten. Bei der Bundesbahn hatten Aufsichtsbeamte und Fahrdienstleiter dieselbe Ausbildung, d. h. diese Dienstposten gehörten zum mittleren Dienst und jeder, der die Prüfung zum Bundesbahnassistenten (im Allgemeindienst) bestanden hatte, konnte hier eingesetzt werden. Fahrdienstleiter mussten auf jedem Stellwerk, auf dem sie Dienst selbstständig verrichteten, nach einer Einweisungszeit eine örtliche Verwendungsprüfung ablegen, bei der der Dienststellenleiter des Bahnhofs oder sein Vertreter in einer mündlichen Prüfung feststellte, ob der Fahrdienstleiter mit den örtlichen Besonderheiten (z. B. Bahnhofsbuch) auch wirklich vertraut war. Solange ein Aufsichtsbeamter noch keine Einweisung und örtliche Verwendungsprüfung abgelegt hatte, konnte er zwar als Aufsichtsbeamter oder Zugmelder eingesetzt werden, aber nicht als Fahrdienstleiter. Ansonsten wurde der Mitarbeiter rollierend auf dem Bahnhof als Fahrdienstleiter, Weichenwärter oder Aufsicht eingesetzt.
Aufsichtsbeamte wurden auch in Reisezug-, Reisezugbildungs-, Verschiebe-, Rangier- oder Güterbahnhöfen eingesetzt. Im Rangierdienst, wo vorrangig Zugbildungs-, Zugumbildungs- und Kurswagendienste zu verrichten waren, gab es an größeren Bahnhöfen die sogenannte „Rangieraufsicht“, welche verantwortlich für den reibungslosen und zeitlichen Ablauf des Rangierdienstes war.
Im Güterbahnhofsbereich waren die Aufsichten für die Koordinierung der einzelnen Rangierabläufe zuständig, namentlich für das Auflösen und Bilden der Güterzüge. Meist disponierten sie dazu eine oder mehrere Rangierlokomotiven mit den entsprechenden Rangierpersonalkolonnen in ihrem „Aufsichtsbezirk“. Eng verknüpft in dieser Tätigkeit war der Wagenuntersuchungsdienst und die Zugabfertigung. Auf den Zugbildungsbahnhöfen überwachten die Aufsichten die Rangierer, Zugvorbereiter und weiteres Personal. Oft hatte die Aufsicht auch die Aufgabe, Züge aufzuschreiben und die Reservierungen zu stecken.
Als Sonderfall ist Puttgarden zu sehen: Dort hatte die Aufsicht die Aufgaben des Reisezugwagendienstes und die Beladung der Schiffe auszuführen. Bei Straßenfahrzeugen hieß das, die Fahrzeuge nach Größe (Höhe) zu sortieren und auf das richtige Deck zu lotsen. Bei Schienenfahrzeugen wurde die Anzahl bzw. Gleislänge der Schiffsbesatzung mitgeteilt, sowie die reservierten Großfahrzeuge (Lkw, Busse). Die verbleibenden Meter Nutzlänge wurden dann von der Aufsicht mit Bussen, Lkw oder überhöhten Fahrzeugen (Wohnmobile) aufgefüllt.
Bei der Bundesbahn war die Aufsicht der Pflicht zur „Dienstkleidung“ unterworfen. Wer „dienstkleidungspflichtig“ war, wurde von der Dienststelle bei der Kleiderkasse angemeldet, um dort zu einem ermäßigten Preis die Dienstkleidung zu erwerben. Die rote Mütze des Aufsichtsbeamten konnte nicht bei der Kleiderkasse gekauft werden, sie wurde vom Geräteverwalter der Dienststelle den regelmäßig oder vertretungsweise im Aufsichtsdienst tätigen Mitarbeitern ausgehändigt. Diese Mützen wurden ohne Kordel getragen, es gab aber auch Ausnahmen hierzu. Laut Vorschrift musste jeder Aufsichtsbeamte durch eine rote Dienstmütze erkennbar sein, gleichgültig wo sein Tätigkeitsfeld lag. In Bahnhöfen ohne Publikumsverkehr trugen Aufsichten teilweise auch Rangierkleidung, auf Personenbahnhöfen war das Tragen der Uniform jedoch verpflichtend.
Angehende Fahrdienstleiter – vor ihrer örtlichen Einweisung auf dem Stellwerk – mussten auf vielen größeren Bahnhöfen erst einmal Aufsichtsdienst leisten. Die Ausbildung als „Bass“ (Bundesbahnassistent) im gesamten mittleren Dienst wurde erst relativ spät eingeführt. Bis in die 1960er Jahre gab es davor aber noch die als „Betriebsmeister“ ausgebildeten Beamten des mittleren Dienstes auf den Stellwerken. Die Aufsichten (vor allem auf Rangierbahnhöfen) lagen dagegen vielfach im einfachen Dienst der Betriebsaufseher (meist Besoldungsgruppe A 4). Außer auf sehr großen Bahnhöfen waren Aufsichten auf den Personenbahnhöfen meist im Eingangsamt A 5 des mittleren Dienstes bewertet.

## Zur Geschichte der „roten Mütze“

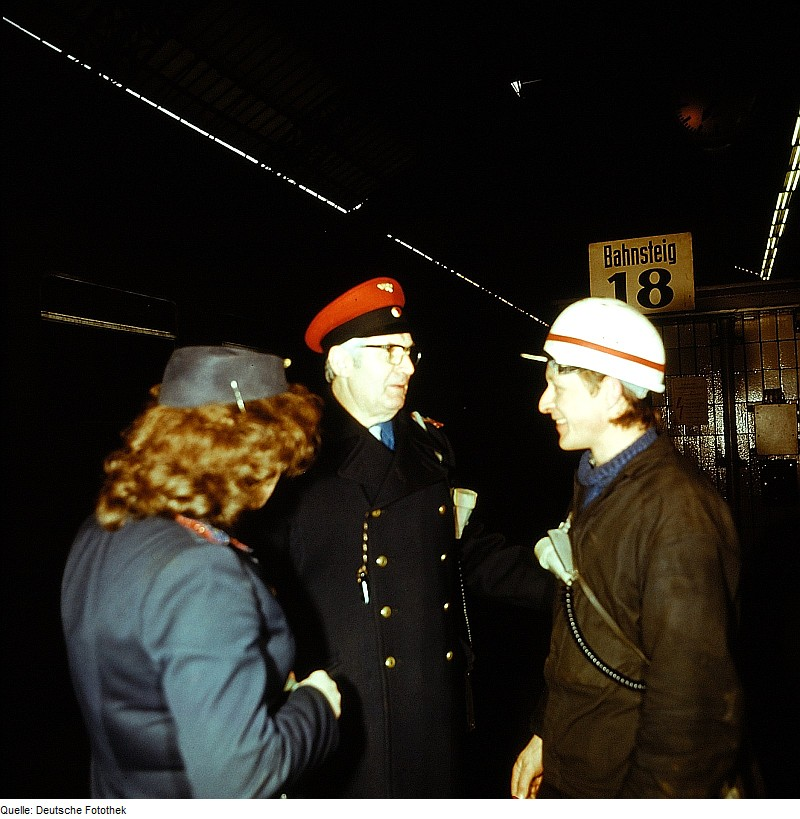
Aufsicht der Deutschen Reichsbahn mit Kollegen

In der Anfangszeit der Eisenbahn nahmen Bahnhofsvorsteher vergleichbare Aufgaben der Zugaufsicht wahr. Die tatsächlichen Bezeichnungen waren in der Frühzeit des Eisenbahnwesens aber regional unterschiedlich. Die rote Mütze der örtlichen Zugaufsicht – die „Webermütze“ – ist auf Max Maria von Weber zurückzuführen. In der Anfangszeit war das rotbemützte Personal tatsächlich für den gesamten Ablauf des Betriebsgeschehens im Bahnhof verantwortlich. Mit der Zunahme des Verkehrs und dem dadurch bedingten Wachsen der Gleisanlagen und der Einrichtung von Stellwerken kam es dann zur Ausprägung von reinen Aufsichten.
Fahrdienstvorschriften der Preußische Staatseisenbahnen von 1907, § 9 u. a.:
„Der Aufsichtsbeamte ist zugleich Fahrdienstleiter, wenn für die Fahrdienstleitung kein besonderer Beamter bestellt ist.“
„Bei der Ankunft, Durchfahrt oder Abfahrt von Zügen soll der Aufsichtsbeamte, soweit er nicht als Fahrdienstleiter durch die Regelung der Zugfolge nachweisbar daran verhindert ist, in Dienstkleidung oder mit den vorgeschriebenen Dienstabzeichen – einer orangefarbene Dienstmütze – anwesend sein.“
In der Fahrdienstvorschrift von 1944, § 9 Absatz 3, steht, dass „der Aufsichtsbeamte bei der Ankunft, Durchfahrt oder Abfahrt von Zügen anwesend sein soll, soweit ihn nicht als Fahrdienstleiter die Regelung der Zugfolge nachweisbar daran hindert. Er trägt dabei die ‚rote Mütze‘, auch wenn der Zugführer den Aufsichtsdienst wahrnimmt.“
Den Terminus des Fahrdienstleiters gibt es bei deutschen Bahnverwaltungen erst seit etwa 1905. Zuvor war vom „diensthabenden Stationsbeamten“ die Rede, welcher die „Zugaufsicht“ innehatte. Der „Aufsichtsbeamte“ ist also der ältere Begriff. Die rote Mütze, zum Zeichen der Wichtigkeit seiner Funktion, war diesem vorbehalten. Die Aufteilung der beiden Funktionen war bestimmend von den Örtlichkeiten abhängig und wurde nicht einheitlich festgeschrieben. Maßgeblicher Grund war wohl die Einführung der separaten Stellwerksräume, welche die augenscheinliche Präsenz eines diensthabenden Stationsbeamten „vor Ort des Geschehens“ nicht mehr gewährleisten konnte. Im Stellwerk regelte fortan der Fahrdienstleiter die Zugbewegungen und ggf. die Kommunikation mit den Wärterstellwerken, während der Aufsichtsbeamte am Bahnsteig tätig war.
Am 15. April 1850 wurde das „Reglement für die Uniformierung der Staateisenbahnbeamten“ in Preußen erlassen. Die Ausführung der „Dienstuniform“, der Rangabzeichen und des sonstigen Zubehörs für die Dienstklassen vom Eisenbahndirektor abwärts bis zum Heizer wird darin genau festgelegt. 1862 kam in einer Änderung die „organgefarbene Kopfbedeckung für die mit der äußeren Betriebsleitung betrauten Stationsbeamten“ hinzu. Nach der Verstaatlichung der Privatbahnen in Preußen wurden im Jahr 1890 neue „Vorschriften über die Galakleidung und die Dienstkleidung sowie die Dienstabzeichen des Personals der Staatseisenbahn-Verwaltung“ herausgegeben. Dadurch wurde die Mütze für die Stationsbeamten auf jedem Bahnhof verbindlich.
In der Abhandlung „Schule des Eisenbahnwesens“ aus dem Jahr 1885 von Max Maria von Weber, in Leipzig erschienen, wird festgestellt, dass die rote Mütze des Stationsvorstandes bei den wenigsten Eisenbahnen fehlt.
Nach den Bestimmungen für die Uniformabzeichen der Preußischen Staatseisenbahnen im Jahre 1874 trugen neben dem Stationsaufseher, die Aufseher und Assistenten bei der Ausübung des „äußeren Dienstes“ die orangefarbene Mütze.
In Österreich wurde mit der Verordnung des Eisenbahnministeriums vom 16. Juli 1897 (Z. 9556/1) eine sowohl für die Staats- als auch für die Privatbahnen geltende Neuregelung der Uniformierung der Beamten, Beamtenaspiranten, der Unterbeamten (Unterbeamtenstellvertreter) sowie der Diener festgelegt. Es wurde darin für alle Bahnen bestimmt, dass der den Stationsdienst versehende Beamte durch eine rote Kappe gekennzeichnet wird.
Die Dienstkleidungsvorschriften der Königlich Württembergische Staats-Eisenbahnen vom 31. Januar 1907 besagten, dass die Fahrdienstleiter die rote Dienstmütze tragen.
Die Bekleidungsordnung der Königlich Sächsische Staatseisenbahnen vom 1. Januar 1910 besagt, dass die Dienstbekleidungsstücke – abgesehen von der roten Dienstmütze – nach der Übernahme in das Eigentum der Beamten übergingen. Die rote Mütze war zurückzugeben.
Nach Übernahme der Länderbahnen 1920 durch die Deutsche Reichsbahn wurde schließlich im Mai 1924 eine neue Uniformierung geschaffen, die die „rote Mütze“ einheitlich einführte.
Umgangssprachlich wird das so gekennzeichnete Bahnpersonal auch als „Rotkäppchen“ bezeichnet.